# كأس العرب 2009
كأس العرب 2009 هي النسخة التاسعة من بطولة كأس العرب. جرت مباريات الدور الأول من تصفيات البطولة في ديسمبر 2006، ثم ألغيت البطولة بسبب عدم وجود راع.

## التصفيات
- ضم الدور الأول ثمانية منتخبات صاحبة التصنيف الأقل في التصنيف العالمي. تم توزيع المنتخبات الثمانية إلى مجموعتين تضم كل منها أربع منتخبات على أن يتأهل متصدر كل مجموعة إلى الدور الثاني.
- الدور الثاني يتكون من ستة عشر منتخب. أربعة عشر منتخب صاحبة المركز الأفضل في التصنيف العالمي بالإضافة إلى المنتخبين المتأهلين من الدور الأول. يتم تقسيم المنتخبات الستة عشرة إلى أربع مجموعات تضم كل منها أربع منتخبات على أن يتأهل صاحبي المركزين الأول والثاني إلى نهائيات البطولة.

| أفضل 14 · (المنتخبات المتأهلة مباشرة إلى الدور الثاني) - الجزائر - البحرين - مصر - العراق - الأردن - الكويت - ليبيا - المغرب - عمان - قطر - السعودية - سوريا - تونس - الإمارات العربية المتحدة |  | أسوأ 8 · (الدور الأول) - جزر القمر - لبنان - موريتانيا - فلسطين - الصومال - السودان - اليمن |

### الدور الأول
- ضم الدور الأول ثمانية منتخبات صاحبة التصنيف الأقل في التصنيف العالمي. تم توزيع المنتخبات الثمانية إلى مجموعتين تضم كل منها أربع منتخبات على أن يتأهل متصدر كل مجموعة إلى الدور الثاني.
- تأهل لبنان إلى الدور الثاني بسبب انسحاب قطر من الدور الثاني.
- انسحبت فلسطين بسبب مصاعب في السفر إلى اليمن بسبب إسرائيل.

#### المجموعة الأولى
| المنتخب   | لعب | فاز | تعادل | خسر | له | عليه | الفارق | النقاط |
| --------- | --- | --- | ----- | --- | -- | ---- | ------ | ------ |
| اليمن     | 2   | 2   | 0     | 0   | 6  | 1    | +5     | 6      |
| جزر القمر | 2   | 1   | 0     | 1   | 4  | 3    | +1     | 3      |
| جيبوتي    | 2   | 0   | 0     | 2   | 2  | 8    | -6     | 0      |
| فلسطين    | 0   | 0   | 0     | 0   | 0  | 0    | 0      | 0      |

| جزر القمر | 0-2 | اليمن                 |
| --------- | --- | --------------------- |
|           |     | نشوان الهجام 73'، 90' |

| جيبوتي                 | 1-4 | جزر القمر                                             |
| ---------------------- | --- | ----------------------------------------------------- |
| عبد الرحمن عكيشي 90+2' |     | ميكنيش بي داود 5' · أحمد سيف 33'، 75' · محمد موني 89' |

| جيبوتي              | 1-4 | اليمن                                                                 |
| ------------------- | --- | --------------------------------------------------------------------- |
| عبد الرحمن عكيشي 7' |     | علاء الصاصي 9' · أسام السيد 48' · فكري الحبيشي 52' · محمد الطاحوس 85' |

#### المجموعة الثانية
| المنتخب   | لعب | فاز | تعادل | خسر | له | عليه | الفارق | النقاط |
| --------- | --- | --- | ----- | --- | -- | ---- | ------ | ------ |
| السودان   | 3   | 2   | 1     | 0   | 8  | 1    | +7     | 7      |
| لبنان     | 3   | 1   | 2     | 0   | 4  | 0    | +4     | 5      |
| موريتانيا | 3   | 1   | 1     | 1   | 8  | 4    | +4     | 4      |
| الصومال   | 3   | 0   | 0     | 3   | 3  | 18   | -15    | 0      |

| موريتانيا | 0-0 | لبنان |
| --------- | --- | ----- |
|           |     |       |

| الصومال              | 1-6 | السودان                                                                                                |
| -------------------- | --- | --- |
| علي عبد العزيز 90+3' |     | مهند الطاهر 8' · محمد علي خضر 16'، 18' · هيثم مصطفى 21' (ضربة جزاء) · فيصل العجب 30' · جيمي ناتالي 55' |

| الصومال | 0-4 | لبنان                                                 |
| ------- | --- | ----------------------------------------------------- |
|         |     | محمد غدار 4'، 28' · علي ناصر الدين 72' · بول رستم 83' |

| موريتانيا | 0-2 | السودان                       |
| --------- | --- | ----------------------------- |
|           |     | فيصل العجب 3' · هيثم طمبل 90' |

| السودان | 0-0 | لبنان |
| ------- | --- | ----- |
|         |     |       |

| الصومال                         | 2-8 | موريتانيا |
| ------------------------------- | --- | --- |
| علي عبد العزيز 26' (ركلة.)، 67' |     | سيديبي محمد 4' (ركلة.)، 24' · كورفيلي باسكال دومينيك 14'، 27' (ركلة.) · عليون نديي 30'، 43' · كاتري خورو 75'، 88' |

### الدور الثاني
- الدور الثاني يتكون من ستة عشر منتخب. أربعة عشر منتخب صاحبة المركز الأفضل في التصنيف العالمي بالإضافة إلى المنتخبين المتأهلين من الدور الأول. تُقَسَّم المنتخبات الستة عشرة إلى أربع مجموعات تضم كل منها أربع منتخبات على أن يتأهل صاحبي المركزين الأول والثاني إلى نهائيات البطولة.
- انسحبت قطر من الدور الثاني وحل محلها لبنان الذي حل في المركز الثاني في الدور الأول.

| مجموعة غرب آسيا - العراق - الأردن - لبنان - سوريا | مجموعة الخليج العربي - البحرين - الكويت - عمان - الإمارات العربية المتحدة | مجموعة شمال أفريقيا - الجزائر - ليبيا - المغرب - تونس | مجموعة البحر الأحمر - مصر - السودان - السعودية - اليمن |

لم يُلعب الدور الثاني مطلقًا وألغيت البطولة في النهاية بسبب عدم وجود راع.